# Arlappanahuda, Raichur
Arlappanahuda là một làng thuộc tehsil Raichur, huyện Raichur, bang Karnataka, Ấn Độ.